# Christian Carlini
Pour les articles homonymes, voir Carlini.
Christian Carlini est un dirigeant sportif français né le 28 mars 1942 à Marseille.

## Biographie
Christian Carlini préside le club de l'Olympique de Marseille de 1979 à 1981. Il mène le club à une liquidation judiciaire en 1981, avec une dette de plus d'un million de francs.